# Stormers
Pour les articles homonymes, voir Stormer.
Maillots
Actualités
Dernière mise à jour : 22 septembre 2024.
Les Stormers, également dénommés DHL Stormers pour des raisons de parrainage, sont une franchise de rugby à XV d'Afrique du Sud basée au Cap. Ils participent à l'United Rugby Championship. Le nom Stormers vient du mot anglais storm qui signifie orage en raison des fortes intempéries qui frappent souvent la ville (surnommée Windy City, la ville du vent) et la région. Originellement appelée Western Stormers, la franchise devient simplement Stormers à l'orée de la saison 1999.

## Histoire
Les Stormers se différencient de l'équipe de la Western Province qui évolue en Currie Cup, qui constitue toutefois son réservoir principal. Ils incorporent également des joueurs des Boland Cavaliers et éventuellement des Eagles. Jusqu'à 2005 les Stormers incluaient également des joueurs des Eagles, ce qui signifiait qu'ils construisaient leur effectif à partir des trois régions de la Western Cape Province. À la suite du redécoupage des aires géographiques des franchises sud-africaines, les Eagles ont été déplacés dans le périmètre des Southern Spears, nouvelle franchise devant initialement intégrer le Super 14 en 2007, mais dont l'avenir est aujourd'hui incertain. En 2007, les Stormers arboreront un maillot bleu marine, afin de renforcer le lien historique avec la Western Province qui évolue en maillot cerclé bleu et blanc. Jusqu'en 1999, l'équipe jouait en bleu, blanc, rouge, vert et jaune, combinaison des couleurs des provinces qu'elle représentait.
Avant 1998, l'Afrique du Sud n'utilisait pas un système de franchises pour le Super 12, mais envoyait simplement les quatre meilleures équipes de sa compétition domestique, la Currie Cup. En 1996, c'est donc la Western Province qui se qualifia et participa au Super 12. En 1997, ils ne furent pas qualifiés, la quatrième place sud-africaine allant à l'Orange Free State (devenu par la suite les Free State Cheetahs).

### Finaliste du Super 14 (2010)
Le 29 mai 2010 au Orlando Stadium, les Stormers s’inclinent face aux Bulls dans une finale 100 % sud-africaine sur le score de 25 à 17.
‌

### Vainqueur de la United Rugby Championship (2022)
Le 18 juin 2022, les Stormers remportent leur premier titre en United Rugby Championship en battant les Bulls dans une finale 100% sud-africaine sur le score de 18 à 13.
XV de départ de l'équipe vainqueur de la United Rugby Championship : 
 

1. Steven Kitshoff  2. JJ Kotzé 3. Frans Malherbe 

4. Salmaan Moerat 5. Marvin Orie 

6. Deon Fourie 8. Evan Roos 7. Hacjivah Dayimani 

9. Herschel Jantjies 10. Manie Libbok 

11. Seabelo Senatla 12. Damian Willemse 13. Ruhan Nel 14. Sergeal Petersen 

15. Warrick Gelant 

### Finaliste de la United Rugby Championship (2023)
Le 27 mai 2023, les Stormers s'inclinent en finale de la United Rugby Championship face au Munster sur le score de 19 à 14.

## Palmarès
- United Rugby Championship :
  - Champion (1) : 2022
  - Vice-champion (1) : 2023
- Super Rugby :
  - Vice-champion (1) : 2010

## Effectif

### Effectif 2024-2025
L'effectif pour la saison 2024-2025 du United Rugby Championship et de Champions Cup est le suivant :
| Piliers - Neethling Fouché - Lizo Gqoboka - Brok Harris - Steven Kitshoff - Frans Malherbe - Sazi Sandi - Sti Sithole - Ali Vermaak Talonneurs - Joseph Dweba - JJ Kotzé - Siyabonga Ntubeni - Chad Solomon - Andre-Hugo Venter Deuxième lignes - Connor Evans - Salmaan Moerat - Gary Porter - JD Schickerling - Dylan Sjoblom - Adré Smith - Ruben van Heerden | Troisième lignes - Paul de Villiers - Ben-Jason Dixon - Willie Engelbrecht - Dave Ewers - Deon Fourie - Keke Morabe - Evan Roos - Marcel Theunissen Demis de mêlée - Thomas Bursey - Paul de Wet - Herschel Jantjies - Imad Khan - Stefan Ungerer Demis d'ouverture - Jean-Luc du Plessis - Manie Libbok - Sacha Mngomezulu - Jurie Matthee | Centres - Dan du Plessis - Ruhan Nel - Wandisile Simelane Ailiers - Angelo Davids - Suleiman Hartzenberg - Ben Loader - Seabelo Senatla - Courtnall Skosan - Leolin Zas Arrières - Clayton Blommetjies - Warrick Gelant - Tristan Leyds - Damian Willemse |
| | | |
| indique le capitaine, Gras indique que le joueur est international | | |

## Joueurs emblématiques
- De Wet Barry
- Breyton Paulse
- Cobus Visagie
- Faan Rautenbach
- Bobby Skinstad
- Eddie Andrews
- Gaffie du Toit
- Werner Greeff
- Bolla Conradie
- Gerrie Britz
- Neil de Kock
- Marius Joubert
- Joe van Niekerk
- Jean de Villiers
- Schalk Burger
- Bryan Habana
- Gio Aplon
- Deon Fourie
- Eben Etzebeth
- Cheslin Kolbe
- Siya Kolisi

## Équipes de Currie Cup
- Western Province au Cap
- Boland Cavaliers à Wellington